# Füttyös Gyuri
Füttyös Gyuri az 1960-as évek közepétől az 1990-es évek elejéig Budapest egyik közismert figurája volt. A város belterületein barangolt, kedvenc helye a Nagykörút és a Rákóczi út volt, de bárhol feltűnhetett. Egész nap sietős léptekkel rótta az utcákat, a járókelőktől egy forintot, később bélást (kétforintost) kért, a nőket a mindig nála lévő összetekert sportújsággal fenéken csapkodta. Nevét folyamatos, éles hangú füttyentéseiről kapta. A városban egyfajta élő legenda volt, rengetegen látták, szinte mindenki hallott róla. Sokan csak „a Füttyös” néven említették. 1995 körül eltűnt az utcáról, további sorsa bizonytalan.

## Élete
| Füttyös Gyuri                             | Füttyös Gyuri                               |
| Kattints az alábbi külső linkek egyikére! | Kattints az alábbi külső linkek egyikére!   |
| ----------------------------------------- | ------------------------------------------- |
| Nem található szabad kép.(?)              |                                             |
| külső link · jogvédett                    | Füttyös Gyuri ihlette graffiti egy tűzfalon |

Igen kevés hitelt érdemlő információ van róla, az adatok ellentmondásosak. Eredeti neve Szabó György volt, de Téglás Jánosként is említik. Születési ideje ismeretlen, körülbelül 1930 és 1935 közöttre tehető. Budapest XI. kerületében nevelkedett, a Móricz Zsigmond körtér környékén. Egyes források szerint mérnök volt, de régi ismerősei szerint autófényező. Gyermekkora és fiatalsága alatt teljesen normális volt.
Úgy tartják, mentális betegségét az 1956-os forradalom alatt kapta, egy közel becsapódó lövedéktől légnyomást kapott, ettől fogva folyamatosan robbanások hangját vélte hallani, nyughatatlanná vált, nem bírta a zajokat, súlyos kényszerbeteg lett. Az eset több verzióban maradt fent, az egyik változat szerint a tejbolt előtt állt sorba, egy másik szerint valakin segíteni akart egy kapualjban, amikor a robbanás történt. Egy harmadik változat szerint egyik testvérét a szeme láttára lőtték le a forradalom idején.
A forradalom végén testvérei külföldre távoztak, majd Belgiumban élő nővére magához vette az akkor már beteg Gyurit. Remélték, az új környezet jó hatással lesz rá, de nem így történt, honvágya miatt hamarosan hazatért. Betegsége miatt folyamatos gondozásra szorult, ezért édesanyjával élt, ekkoriban már a hetedik kerületi Dembinszky utca 11. szám alatt. 
Az 1960-as évek elejétől vált közismert figurává. Éles, vércseszerű hangon füttyentgetve járta az utcákat, de sohasem dallamokat fütyörészett. A legmelegebb időszakokat leszámítva többnyire kabátban járt, melynek alja lengedezett a sietős léptektől. Kedvenc viselete a svájcisapka volt, melyet mélyen a fejébe húzott. Noha szinte mindig gyalogosan rótta az utcákat, néha egy-egy megállóra járművekre is felszállt, sőt, a régi típusú szovjet trolik hátsó létrájára, és villamosok ütközőjére felkapaszkodva is utazgatott (tujázott).
A felismerhetetlen füttyentgetésen kívül az összetekert újsággal való folyamatos csapkodás volt a másik kényszere. A nők fenekén kívül a villanyoszlopokat, hirdetőoszlopokat, autókat, kirakatokat, cégtáblákat és telefonfülkéket is csapkodta a mindig nála lévő Népsporttal, vagy Esti Hírlappal.
A járókelőktől gyakran pénzt kért, de sosem hivatkozott közben semmire, csak fütyörészve odament valakihez és a legtermészetesebb hangon felszólította, hogy „adj egy bélást”. Két forintnál többet sosem fogadott el, ez a hetvenes években egy nagy tölcsér fagylalt, vagy egy legolcsóbb mozijegy ára volt. Ha többet kapott, a két forint feletti összeget visszaadta. Sétái során a női fodrászatokat különösen kedvelte, naponta betért valamelyikbe, előbb a hajszárító búrákat csapkodta végig, majd ott is pénzt kért. Az eszpresszókban odament az asztalokhoz, és minden további nélkül kiitta a vendégek kávéját, italát.
Ártalmatlan, de olykor bosszantó figura volt. Általában eltűrték viselkedését, sokan kedvelték, de a nők gyakorta féltek tőle. Esetenként komolyabb atrocitások is érték fenékcsapkodásai miatt, néha meg is verték. 1979-ben Gothár Péter Ajándék ez a nap című filmje egyik jelenetében önmagát alakította: a Felszabadulás téri aluljáróban Esztergályos Cecília fenekére csapott újságjával. Az 1980-as évek végén megjárta az elmegyógyintézetet is, de nem tudtak segíteni rajta. Édesanyja halála után nem volt, aki gondját viselje, a rendszerváltozás éveinek türelmetlensége sem kedvezett életvitelének.

## Eltűnése a városból
Az 1990-es évek közepétől többé nem lehetett látni, eltűnéséről csak legendák vannak. Egyesek szerint agyvérzést kapott a Keleti pályaudvarnál az aluljáróban és meghalt, mások szerint ugyanott egy éjjel megfagyott, megint mások szerint vidékre költözött, vagy a Lipótmezőre került.

## Emlékezete
- Az Omega együttes Trombitás Frédi című dala (1968) róla szól.[1]
- Gothár Péter Ajándék ez a nap című 1979-es filmjének a végén szerepel, egy cameoszerepben.
- Kováts Kriszta 1985-ben megénekelte Füttyös Gyurit (zenesz.: Gallai Péter) Fábri Péter dalszövegével[2] (amelyben két sort cenzúráztak[3])
- Füttyös Gyuri legendája címmel dokumentumfilmet készített róla az RTL Klub 2011-ben.[4]